# 황규철
황규철(黃奎喆, 1966년 8월 28일~)은 대한민국의 정치인이다. 제38대 충청북도 옥천군수이다. 제9·10·11대 충청북도의원(2010~2022)을 지냈다. 2022년 제8회 지방선거에서 충북 옥천군수에 당선되었다.

## 학력
- 남대전고등학교 졸업
- 대전대학교 행정학 학사

## 경력
- 2010년 7월 1일~2014년 6월 30일: 제9대 충청북도의회 의원
- 2014년 7월 1일~2018년 6월 30일: 제10대 충청북도의회 의원
- 2018년 7월 1일~2022년 3월 25일: 제11대 충청북도의회 의원
  - 2018.07~2020.06: 제11대 충청북도의회 전반기 부의장
- 2022년 7월 1일~: 제38대 충청북도 옥천군수
- 2022.10~: 더불어민주당 충청북도당 부위원장

## 역대 선거 결과
|  | 32.93% |

|  | 56.93% |

|  | 55.67% |

|  | 67.48% |

|  | 56.17% |

| 전임 김재종 | 제38대 충청북도 옥천군수(민선) 2022년 7월 1일~ |  |